# Macieira (Sernancelhe)
 (novembre 2009).
Si vous disposez d'ouvrages ou d'articles de référence ou si vous connaissez des sites web de qualité traitant du thème abordé ici, merci de compléter l'article en donnant les références utiles à sa vérifiabilité et en les liant à la section « Notes et références ».
Macieira est un village portugais de la municipalité de Sernancelhe s'étendant sur 11,79 km² qui faisait partie de la paroisse désormais éteinte de Fonte Arcada.

## Géographie
Le village de Macieira est situé dans la municipalité de Sernancelhe, district de Viseu, dans la vallée du massif de la Zebreira, sur la rive droite de la rivière du Tavora.
Distant d’environ 14 km de la municipalité principale de Sernancelhe, il est limitrophe avec :
- Castainço (3,5 km)
- Chosendo (5 km)
- Ferreirim (5,5 km)
- Fonte Arcada (3 km)
- Riodades (2,5 km, municipalité de São João da Pesqueira)

Ses limites contiennent une surface d’environ 1.179 ha.

## Histoire
Le Portugal étant un pays majoritairement chrétien, chaque village a son saint ou sa sainte. Dans le cas de Macieira, c’est Notre-Dame des présentations (en portugais, Nossa Senhora da Apresentacão), envers qui les fidèles du village vouent une dévotion toute particulière.
Terre de légendes anciennes, ses origines se perdent dans le temps. Il y a en effet à Macieira des vestiges de la présence des Romains qui, comme dans d’autres villages alentour, ont laissé une marque de leur civilisation.
Macieira fut un hameau de Fonte Arcada, quand celle-ci était le siège du conseil municipal. Monté au statut de village, continuera à faire partie de la municipalité de Fonte Arcada jusqu'à l’extinction de ce conseil municipal en 1855. À partir de cette date, il a appartenu au conseil municipal de Sernancelhe, auquel il appartient toujours de nos jours.
La principale activité de ses habitants est l’agriculture. La morphologie rocheuse de son territoire entraine aussi l’exploitation de carrières de granite.

## Patrimoine architectural
- Igreja matriz de Macieira (église du village) : église du XVIIe siècle, elle a subi des travaux de rénovation en 1995. Il y a à l'intérieur une superbe image de Notre-Dame des Présentations (Nossa Senhora da Apresentação), la sainte qui protège le village.
- Chapelle de Saint-Sébastien (capela de são Sebastião)
- Solar, avec chapelle : Construit au XVIIIe siècle (1751), c'est une résidence d'architecture baroque, qui fut édifiée en parallèle avec la chapelle de "São Domingos", par l'évêque Daniel.
- Chapelle de Santa Bárbara : C'est la chapelle qui se trouve au fond du cimetière du village.
- Chapelle de São Domingos : Édifiée en 1751, sous les ordres de l'évêque Daniel, en même temps que le "solar".
- Chapelle de São João" : Sa construction date du XVIIe siècle.